# Drepananthus olivaceus
Drepananthus olivaceus là loài thực vật có hoa thuộc họ Na. Loài này được George King mô tả khoa học đầu tiên năm 1893 dưới danh pháp Xylopia olivacea. Cho tới gần đây người ta coi danh pháp chính thức là Cyathocalyx olivaceus.
Năm 2010 Surveswaran S. et al. chuyển nó sang chi Drepananthus.

## Phân bố
Malaysia bán đảo.